# 陈财伯
陈财伯，原名陈财发，又称财伯公。
陈财伯是清朝后期福建惠安渔民。陈财伯在海上捕鱼时遇到强风暴不幸覆舟，但他凭借游技登上荒岛庙子湖并定居荒岛。每当风暴将临，他便在山上燃起大火，以指引海上的渔民回港避风。数十年间，陈财伯的行动拯救了无数渔民，他被渔民们视为“神火”，并尊称为“财伯公菩萨”或“财伯爷”。过去福建渔民多穿笼裤，财伯公的其事迹后被称为“青浜庙子湖，菩萨穿笼裤”。
陈财伯去世后遗骨长期供奉于舟山市普陀区东极镇财伯公庙里。1996年，老庙被毁。当地政府于1998年8月建立陈财伯墓并安葬骨甏。陈财伯墓位于普陀区东极镇庙子湖村放火山山腰。墓坐北朝南，由石头砌筑而成。